# Аденон, Халед
Абду́л Хале́д Акио́ла Адено́н (фр. Abdoul Khaled Akiola Adénon; 28 июля 1985, Аллае, Бенин) — футболист, защитник клуба «Докса» и сборной Бенина.

## Клубная карьера
С 2005 года Аденон выступал за ивуарийский клуб «АСЕК Мимозас», с которым стал чемпионом Кот-д’Ивуара 2005 и 2006 годов, а также дважды выигрывал Кубок и Сперкубок Кот-д’Ивуара.
В январе 2008 года перешёл во французский «Ле-Ман», подписав контракт на три с половиной года. Остаток сезона 2007/08 Халед провёл во второй команде. Первый матч за новую команду провёл в матче Кубка французской лиги. 19 октября 2008 года Аденон дебютировал в Лиге 1, выйдя на замену в игре против «Нанси».
Проведя за год только пять матчей в чемпионате, Аденон был отдан в аренду сроком на один год с правом выкупа в «Бастию», выступавшую в Лиге 2. За «Бастию» свою первую игру бенинец провёл в Кубке французской лиги 1 августа 2009. 18 августа 2009 Аденон забил свой первый гол в профессиональной карьере. В составе «Бастии» защитник провёл 28 матчей.
Вернувшись в «Ле-Ман», по итогам сезона 2009/10 покинувший Лигу 1, Халед прочно занял место в центре защиты команды. За следующие два сезона он сыграл в 61 матче и забил 2 мяча. Аденон зарекомендовал себя как жёсткий защитник, получив в этих матчах 20 жёлтых и 4 красных карточки.
В октябре 2013 года после роспуска «Ле-Мана» из-за финансовых проблем Аденон стал свободным агентом.
5 июля 2014 года подписал контракт с клубом «Люсон», выступающем в 3 Лиге Франции.

## Карьера в сборной
За сборную Бенина Аденон выступает с 2006 года. В 2008 году Халед был включён в заявку на Кубок африканских наций 2008 в Гане. На турнире защитник принял участие в 3 матчах.
7 сентября 2008 года бениец забил свой первый гол за национальную команду, открыв счёт в игре отборочного турнира к чемпионату мира 2010 против сборной Анголы.
В 2009 году вместе со сборной получил право выступать на Кубке африканских наций 2010. В финальной стадии кубка сыграл во всех 3 матчах своей сборной.

## Дисквалификация
10 июня 2012 года в отборочном матче к чемпионату мира 2014 между сборными Бенина и Руанды на 86 минуте матча при счёте 1:0 в пользу бенинцев судья матча, эфиопец Бамлак Тессема Вайеса, назначил пенальти в ворота бенинцев. Возмущённый несправедливым, по его мнению, решением Аденон напал на арбитра встречи. Судья показал игроку красную карточку, но тот не успокоился и покинул поле только в сопровождении полиции.
23 августа 2012 года дисциплинарная комиссия ФИФА приняла решение дисквалифицировать Халеда на 1 год. Наказание распространяется как на матчи сборной, так и на игры за «Ле-Ман».

## Достижения
«АСЕК Мимозас»:
- Чемпион Кот-д’Ивуара (2): 2005, 2006
- Обладатель Кубка Кот-д’Ивуара (2): 2005, 2007
- Обладатель Суперкубка Кот-д’Ивуара (2): 2006, 2007